# Lonchura hunsteini
Il cappuccino di Hunstein (Lonchura hunsteini Finsch, 1886) è un uccello passeriforme della famiglia degli Estrildidi.

## Tassonomia
Se ne riconoscono due sottospecie:
- Lonchura hunsteini hunsteini, la sottospecie nominale, endemica della Nuova Irlanda;
- Lonchura hunsteini nigerrima Rothschild & Hartert, 1899, endemica di Nuova Hannover;

Un tempo gli esemplari diffusi sull'isola di Pohnpei venivano ascritti ad una terza sottospecie, Lonchura hunsteini minor, mentre attualmente si tende a considerarli come parte della sottospecie nominale: allo stesso modo, la sottospecie nigerrima viene considerata da alcuni autori come una specie a sé stante, col nome di Lonchura nigerrima.
Il nome scientifico della specie venne scelto in omaggio al naturalista tedesco Carl Hunstein.

## Distribuzione edhabitat
Il cappuccino di Hunstein è endemico della Nuova Irlanda e di Nuova Hannover, due isole ad est della Nuova Guinea: questo uccello è stato inoltre introdotto negli anni venti sull'isola di Ponape, nel gruppo delle Isole Caroline, in Micronesia.
Questi uccelli prediligono le aree erbose sul limitare della foresta.

## Descrizione

### Dimensioni
Misura circa 9–10 cm di lunghezza, coda compresa.

### Aspetto
Si tratta di un uccello di piccole dimensioni, munito di un forte becco tozzo e di forma conica.

La colorazione è nera su tutto il corpo: su fronte, vertice, nuca e guance le singole piume sono di colore grigio-argenteo con orlo nero, dnado alla testa un caratteristico aspetto marmorizzato, mentre il codione e la coda sono di colore rosso-arancio. Gli occhi sono di colore bruno scuro, le zampe sono carnicino-grigiastre, il becco è grigio-nerastro.

## Biologia
Si tratta di uccelli diurni, che vivono in piccoli gruppi: essi passano la maggior parte del giorno al suolo, alla ricerca di cibo.

### Alimentazione
Il cappuccino di Hunstein è un uccello principalmente granivoro, che grazie al forte becco riesce ad avere ragione di una gran varietà di piccoli semi, nutrendosi inoltre di frutta, bacche, germogli e di tanto in tanto anche di piccoli insetti volanti.

### Riproduzione
La riproduzione di questi uccelli non è finora stata osservata dall'uomo, tuttavia si ritiene che essa non differisca significativamente per dinamiche e tempistica da quella delle altre specie congeneri.